# Чквиши
Чквиши (груз. ჭყვიში) — село в Грузии. Находится в Ванском муниципалитете края Имеретия.

## История
Известно с XVI века.

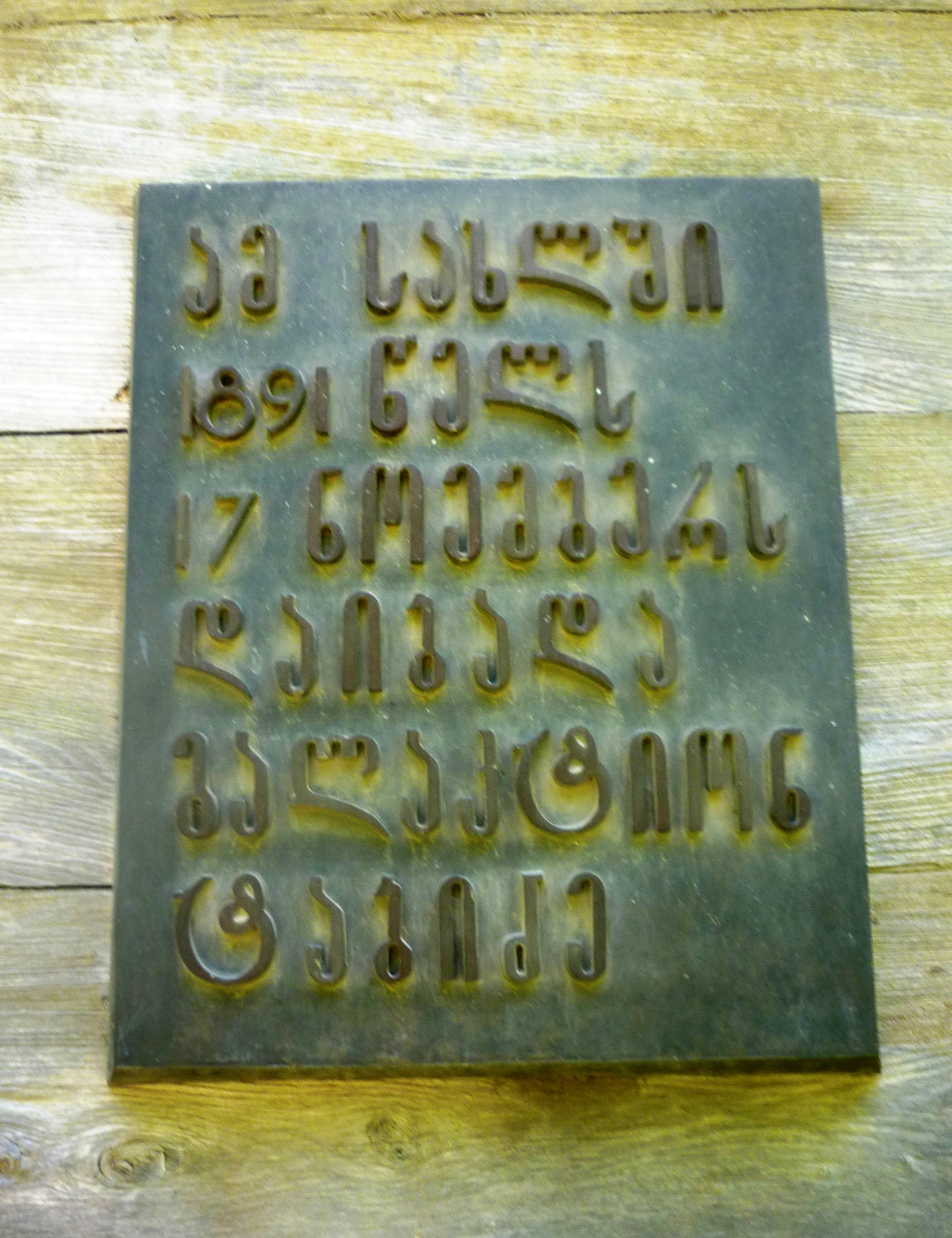
Мемориальная доска Г. Табидзе

В селе родились Галактион (1892—1959) и Тициан Табидзе (1895—1937) — в будущем известные грузинские поэты.
Численность жителей села уменьшается: 543 человека в 2002 году, 376 в 2014.

## Достопримечательности
Дом-музей Галактиона и Тициана Табидзе, открыт в 1983 году.